# Hapigia annulata
Hapigia annulata är en fjärilsart som beskrevs av William Schaus 1906. Hapigia annulata ingår i släktet Hapigia och familjen tandspinnare. Inga underarter finns listade i Catalogue of Life.